# Hyperréalité
En sémiotique et dans la philosophie post-moderne, on utilise le terme d’hyperréalité (à ne pas confondre avec le surréalisme ou l’hyperréalisme) pour décrire le symptôme d’une culture postmoderne évoluée. L’hyperréalité caractérise la façon dont la conscience interagit avec la réalité. Tout particulièrement, quand la conscience perd sa capacité à distinguer la réalité de l’imaginaire et commence à s’engager avec ce dernier sans comprendre ce qu’il fait, elle s’introduit alors dans le monde de l’hyperréel. La nature du monde hyperréel se caractérise par une amélioration fictive de la réalité. Jean Baudrillard, Daniel Boorstin, Albert Borgmann (en) et Umberto Eco sont de célèbres théoriciens de l’hyperréalité.
Plusieurs aspects de l’hyperréalité peuvent être pensés comme une « réalité par proxy ». Par exemple, un amateur de films X vit dans le monde non existant de la pornographie. Même si celle-ci n’est pas une description précise du sexe, pour les personnes qui les regardent, la réalité du sexe devient quelque chose de non existant. Autre exemple : le M de McDonald's crée un monde avec la promesse d’une quantité sans fin de nourriture identique. En réalité, le M ne représente rien : la nourriture produite n’est ni infinie ni identique.
Selon Baudrillard, le monde dans lequel nous vivons a été remplacé par une copie du monde, nous y recherchons des stimuli simulés et rien de plus. Baudrillard emprunte à Borges l’exemple d’une société dont les cartographes ont créé une carte si détaillée qu’elle couvre les choses même qu’elle a été conçue pour représenter. Quand l’empire décline, la carte se fond dans le paysage, et il ne reste ni la représentation ni le restant vrai, mais juste l’hyperréalité.
L’idée d’hyperréalité de Baudrillard a largement été influencée par la phénoménologie, la sémiologie et Marshall McLuhan.

## Origines de l’hyperréalité
Bien que le concept ait ses racines dans d’anciens débats sur la réalité et l’illusion, l’origine de l’hyperréalité remonte à l’étude Arcades de Walter Benjamin sur les marchandises comme signe. Alors que Benjamin menait ce travail proto-psycho-géographique, il prit du cyanure pour échapper aux nazis en 1940 à la frontière française. Ces thèmes furent formalisés dans l’étude d’Isidore Isou sur l’hypergraphisme lettriste au début des années 1950.
Les objets de consommation ont une valeur-signe, ce qui signifie qu’ils indiquent quelque chose au sujet du propriétaire, dans le contexte d’un système social (voir Baudrillard).
Par exemple, un roi qui porte une couronne utilise celle-ci comme un signe indiquant qu’il est le roi (alors que dans la réalité, elle est dénuée de sens). La valeur-signe n’a pas de sens inhérent ou de valeur au-delà de ce qu’il convient. Ainsi, par exemple, les bijoux de la couronne ne valent rien jusqu’à ce que quelqu’un soit d’accord pour les vendre pour tant de diamants ou de pièces d’or. Alors que les valeurs-signes deviennent plus nombreuses, l’interaction devient de plus en plus basée sur des choses sans signification intrinsèque.
Ainsi, la réalité devient de moins en moins importante, alors que l’échange des signes prend l’ascendant. Si des grains de sable sont mis un par un sur une table, à un certain moment arbitraire, les grains deviennent un tas de sable. De la même façon, quand la valeur-signe devient plus complexe, la réalité se transforme en hyperréalité et il devient alors de plus en plus difficile de distinguer ce qui est « réel ».

## Définitions de l’hyperréalité
- "L'abstraction [...] est la génération par les modèles d'un réel sans origine ni réalité : hyperréel"  – Jean Baudrillard [1]

- "Le faux authentique" – Umberto Eco

- "Le simulacre est une forme d’hyperréalité, c’est-à-dire une réalité augmentée qui soit tel un filtre photographique améliore la réalité, soit tel un jeu vidéo, propose une modification totale de la réalité apparente. Le simulacre dépasse la réalité" - Florent Schoumacher

## Signification de l’hyperréalité
L’hyperréalité est significative comme paradigme éclairant la condition culturelle américaine. La consommation, parce qu'elle dépend de la valeur-signe (par exemple, une marque X montre qu'untel est à la mode, la voiture Y qu'untel est riche), peut être vue comme un facteur contribuant à la création de l’hyperréalité ou de la condition hyperréelle. L’hyperréalité trompe la conscience en la détachant de tout engagement émotionnel réel. À la place, elle opte pour des simulations artificielles et des reproductions sans fin d’apparences fondamentalement vides. Par essence (bien que Baudrillard lui-même s’opposerait à l’usage de ce mot), on trouve mieux l’épanouissement ou le bonheur dans la simulation et l’imitation d’un simulacre de la réalité, plutôt que confronté à une réalité "réelle".
Un lieu hyperréel, tel qu’un casino à Las Vegas, donne au sujet l’impression qu'il marche dans un monde imaginaire où tout le monde est en train de jouer. Le décor n’est pas authentique, tout est copie, l’ensemble ressemble à un rêve. Le casino, en revanche, encaisse l'argent et ceci n’est pas un rêve, mais on est plus disposé à le dépenser lorsque la conscience ne comprend pas réellement ce qui se passe. Autrement dit, bien que l'on puisse intellectuellement comprendre ce qui se passe dans un casino, la conscience n'arrive pas à concevoir la réalité de l'argent dépensé dans ce monde si loin du réel. Il est dans l’intérêt des décorateurs d'accentuer le caractère non authentique du lieu, de sorte que l’expérience entière semble fausse. Le casino s’enrichit en faisant de l'argent un objet dénué de valeur intrinsèque.
Note : De nombreux philosophes post-modernes, incluant Baudrillard, ne parlent pas d’hyperréalité en terme dichotomique de sujet/objet.

## Exemples d’hyperréalité
- Une boisson énergétique avec un parfum qui n’existe pas ("zeste de baies sauvages glacées")
- La pornographie (plus sexe que le sexe lui-même)
- Un sapin de noël en plastique qui ressemble plus à un vrai sapin de noël
- La photo de magazine d’un top modèle qui a été retouchée par ordinateur
- Un jardin taillé comme s'il ne l'était absolument pas (naturel comme hyperréel)
- Toute version massivement promue de faits présents ou historiques
- La Guerre du Golfe, dans la mesure où l'Amérique l'a comprise : Baudrillard, en fait, prétend que la Guerre du Golfe n’a jamais eu lieu
- Beaucoup de villes et endroits du monde qui n'ont pas évolué en tant qu'endroits fonctionnels, mais avec une certaine base de réalité, comme s’ils étaient des créations ex nihilo : Disney World, Célébration en Floride ou encore Las Vegas.
- Télé et films en général, dû à la création d'un monde d'imagination et à la dépendance que le téléspectateur engage dans ces mondes imaginaires.
- Les programmes de « téléréalité » qui n'ont rien à voir avec la réalité.